# Hà Nội Duo
Hà Nội Duo (dịch ra tiếng Việt: Song tấu Hà Nội) là album phòng thu thứ mười tám của nhạc sĩ Nguyên Lê và thứ ba của nghệ sĩ Ngô Hồng Quang, được phát hành vào ngày 13 tháng 1 năm 2017 bởi The ACT Company. Đĩa nhạc được mô tả là 'sứ giả về nguồn gốc và tương lai của âm nhạc Việt Nam' và là 'đĩa nhạc Việt Nam nhất' của Nguyên Lê. Album bao gồm 10 ca khúc, là những sáng tác của Nguyên Lê, Ngô Hồng Quang, Doãn Nho, Nguyễn Khuyến và hai ca khúc dân gian Việt Nam.

## Nghệ sĩ
Duo ở đây là nhạc sĩ Nguyên Lê, nghệ sĩ guitar jazz quốc tế, giao thoa với world music và rock.
Ngoài ra còn có Ngô Hồng Quang, nghệ sĩ chơi các nhạc cụ như đàn nhị, đàn bầu, trống, đàn k'ny (nhạc cụ dây của nhiều dân tộc sống ở vùng bắc Tây nguyên), được biết đến với những dự án âm nhạc độc đáo kết hợp giữa nhạc dân tộc và âm nhạc phương Tây. (chẳng hạn như Ngo Hong Quang - Loi lo (Trad. arr. Onno Krijn)

## Phát triển
Bốn năm sau kể từ album phòng thu thứ hai Song hành (2013),

## Hoàn cảnh ra đời

### Nguyên Lê
Việc tìm kiếm những nghệ sĩ chơi nhạc cụ truyền thống Việt Nam nhưng mang hướng hiện đại, có tư duy cởi mở để làm những sản phẩm âm nhạc mang tính dân tộc - hiện đại đã là một công việc từ trước. Điều đó nằm trong quá trình tìm hiểu về âm nhạc và văn hóa Việt Nam của Nguyên Lê nhiều năm qua. Từ năm 1996, ông đã gặp Hương Thanh và nghệ sĩ chơi đàn dân tộc Hạo Nhiên. Tính đến nay, nhạc sĩ đã thực hiện 5 album về Việt Nam - Tales from Viêt-nam (1996), Moon & Wind (1999), Dragonfly (2001), Mangustao (2004) và Fragile Beauty (2007).
Trước khi gặp Quang, Nguyên Lê đã làm việc với các nghệ sĩ châu Á khác trong nhóm Trio Saiyuki (gồm ông, nghệ sĩ chơi trống tabla của Ấn Độ và nghệ sĩ chơi đàn koto của Nhật Bản). Khi gặp Quang tại Toulouse (Pháp), Nguyên Lê cho rằng anh là nghệ sĩ có khả năng chơi nhạc kết hợp với mình như những nghệ sĩ mà ông đã gặp trước đó. Họ bắt đầu kết nối qua những buổi biểu diễn chung. "Lúc diễn cũng là lúc tìm hiểu, rồi ngẫu hứng để xem sự kết nối chúng tôi đi đến đâu."
Nguyên Lê cho rằng ở Quang "có cách chơi mang tính quốc tế, khả năng chơi đàn của cậu ấy tốt và đặc biệt là sự kết hợp giữa chúng tôi là không giới hạn và điều đó giúp chúng tôi cùng nhau đi thật xa trong âm nhạc. Điều hay nữa là, chơi cùng nhau nhưng chúng tôi vẫn có sự tự do ngẫu hứng cá nhân chứ không bị 'bó buộc' trong một sáng tác chung."

Cuối cùng, ông đã đề xuất với The ACT Company – công ty phát hành băng đĩa chuyên về jazz để họ tài trợ cho album. Từ đó họ mới bắt đầu sáng tác và các ca khúc được hoàn thiện dần.
Cho đến Hà Nội Duo, tôi mới thực sự làm một dự án nghệ thuật, sáng tạo dựa trên nền tảng âm nhạc truyền thống. Đó là sự phát triển có kết nối.
Khi thực hiện album này, tôi nghĩ rằng đây cũng là thời điểm rất cần thiết để tạo ra những sản phẩm như vậy, nhất là cho những nghệ sĩ chơi nhạc dân tộc thời nay. Đó là lý do mà tôi yêu cầu Quang sáng tác một số tác phẩm mới, dựa trên chất liệu của người Tày, Mông. Nhưng sẽ đặc biệt ở chỗ, các tác phẩm là những sáng tác mới nhưng khi chơi lại có cảm giác như đang biểu diễn âm nhạc truyền thống. Đó là sự kết nối khi tôi muốn làm mới âm nhạc truyền thống.
Vậy nên ý tưởng của album này là tạo ra sự kết nối giữa truyền thống và hiện đại của âm nhạc Việt Nam và chia sẻ sự đa dạng của âm nhạc Việt Nam với xã hội hiện đại này. Mọi thứ đều vận động và âm nhạc (truyền thống) cũng vậy. Tôi gọi đó là Root and future (Cội nguồn and tương lai)

### Ngô Hồng Quang
~ Ngô Hồng Quang chia sẻ về dự án hợp tác với Nguyên Lê
Ngô Hồng Quang gặp Nguyên Lê trong một buổi biểu diễn tại Toulouse (Pháp). Quang là khách mời trong tam tấu của Nguyên Lê. Đây chính là mối duyên đầu tiên cho sự hợp tác giữa hai người. Sau đó, Ngô Hồng Quang thường biểu diễn song tấu cùng Nguyên Lê với tư cách khách mời, khi thì cùng nhóm Trio Saiyuki. Qua nhiều lần diễn, anh nhận thấy phong cách của mình phù hợp với lối chơi bay bổng của Nguyên Lê, từ đây họ nảy ra ý tưởng cùng thực hiện dự án âm nhạc và Hanoi Duo ra đời. Ngô Hồng Quang chia sẻ về sự gắn kết giữa hai người:
"Vì chúng tôi chung một niềm đam mê văn hóa và tư duy đương đại. Có thể nói chúng tôi là tri kỷ trong âm nhạc. Tôi biết, ông không được khỏe, nhưng ông vẫn dành toàn bộ tâm huyết của mình cho âm nhạc. Ông rất trân trọng những người trẻ có nhận thức rõ ràng về âm nhạc truyền thống. Ông vẫn luôn nói rằng, cho dù nghèo, hay thế nào, đừng bao giờ làm nhạc tệ. Đó là điều gần gũi giữa tôi và ông."

## Sáng tác

### Like Mountain Birds
"Like Mountain Birds" (tên tiếng Việt: "Về đồi non") là một sáng tác của Ngô Hồng Quang.

### Heaven's Gourd
"Heaven Gourd" (tên tiếng Việt: "Tình đàn") là một sáng tác của Ngô Hồng Quang. Ca khúc viết về tình yêu của anh với đàn tính. "Tình đàn" được viết nhằm quảng bá loại nhạc cụ dân tộc Tày tới thế giới. Quang đã trích ra nó như là đĩa đơn thứ hai, phát hành vào ngày 5 tháng 1 năm 2017.

### Chiếc khăn Piêu
"Chiếc khăn Piêu" là một sáng tác nổi tiếng của Doãn Nho. Đây là bản phối thứ ba của Nguyên Lê do Ngô Hồng Quang thể hiện, trước đó ca khúc đã được ông phối trong album Dragonfly (2001) của Hương Thanh; Độc đạo của Tùng Dương và Nguyên Lê. Trong bản này, ông đã phối khí phức tạp hơn khi sử dụng nhịp lẻ (5/4) chứ không dùng nhịp chẵn như trước.

## Danh sách ca khúc
| STT | Nhan đề                                    | Sáng tác       | Thời lượng |
| --- | ------------------------------------------ | -------------- | ---------- |
| 1.  | "Cloud Chamber" (Mây vang)                 | Nguyên Lê      | 5:40       |
| 2.  | "Five Senses" (Năm giác quan)              | Nguyên Lê      | 4:53       |
| 3.  | "Like Mountain Birds" (Về đồi non)         | Ngô Hồng Quang | 6:52       |
| 4.  | "A Night with You, Gone" (Đêm qua nhớ bạn) |                | 6:38       |
| 5.  | "The Graceful Seal" (Gọi em)               | Ngô Hồng Quang | 7:00       |
| 6.  | "Heaven's Gourd" (Tình đàn)                | Ngô Hồng Quang | 5:58       |
| 7.  | "Chiếc khăn Piêu"                          | Doãn Nho       | 6:24       |
| 8.  | "Monkey Queen" (Nữ hoàng khỉ)              | Nguyên Lê      | 5:40       |
| 9.  | "Beggar's Love Song" (Mục hạ vô nhân)      | Nguyễn Khuyến  | 5:45       |
| 10. | "Silently Grows the Rice" (Ru con Bắc Bộ)  |                | 3:36       |

04 A Night With You, Gone / Đêm qua nhớ bạn (Traditional Quan Ho) 6:38 (Đêm Qua Nhớ Bạn - Nguyên Lê)
10 Silently Grows The Rice / Ru Con Bắc Bộ (Northern Folksong) 3:36 

1, 2 & 8 Nguyên Lê soạn, 3, 5 & 6 Ngô Hồng Quang soạn, 3, 4, 5, 7, 9 &10 Nguyên Lê thu xếp

## Thành phần tham gia sản xuất
| Ban nhạc - Nguyên Lê: electric, acoustic (6); ebow (1, 8); sustainiac guitars (1, 8, 10) và programming (1, 3, 5, 7, 8, 9). - Ngô Hồng Quang: hát chính, đàn Nhị (1, 2, 7, 9), đàn Bầu (1, 8, 10), tính tẩu (1, 3, 6, 7, 8), đàn Môi (5, 7) và hạc cầm (3). - Paolo Fresu: trumpet và kèn flugelhorn (1, 4, 5, 7). - Mieko Miyazaki: koto (2, 4). - Prabhu Edouard: trống tablas, kanjira và pocket shaker (2, 7). | Ê-kíp sản xuất - Nguyên Lê: sản xuất, thu âm và mixed. - Bruno Gruel: Mastered tại Elektra Mastering. - Siggi Loch: Điều hành sản xuất. - Thiết kế |

## Phát hành và đón nhận của công chúng
Phóng viên đã đề xuất Hà Nội Duo vào hạng mục "Album của năm" của Giải thưởng Âm nhạc Cống hiến. Dù họ đánh giá đĩa nhạc có chất lượng nghệ thuật. Nhưng vì chỉ phát hành tại Đức nên đã không đáp ứng được tiêu chí của giải.

## LiveshowHà Nội Duo
Liveshow Duo Nguyên Lê — Ngô Hồng Quang et Leurs Amis (tạm dịch: Song tấu Nguyên Lê — Ngô Hồng Quang và những người bạn) là buổi biểu diễn của ca sĩ Nguyên Lê và Ngô Hồng Quang nhằm quảng bá cho album phòng thu Hà Nội Duo (2017). Buổi biểu diễn đã được diễn ra ở Trung tâm Văn hóa Pháp tại Hà Nội vào ngày 24 và 25 tháng 2 năm 2017, lúc 20h. Ngày 28 tháng 2 Huế và ngày 1 tháng 3 tại Thành phố Hồ Chí Minh.
Là nghệ sỹ ghita nhạc Jazz tầm cỡ quốc tế, quán quân giải thưởng danh giá Django Reinhardt, Nguyên Lê đã làm mới định nghĩa thông thường về nhạc fusion bằng cách kết hợp âm nhạc của mình với các nền âm nhạc trên thế giới. Trong chuyến lưu diễn tại Việt Nam lần này, cùng với nghệ sỹ tài năng Ngô Hồng Quang, Nguyên Lê sẽ ra mắt khán giả album mới nhất của mình mang tên "Hanoi Duo", được lấy cảm hứng từ âm nhạc Việt Nam đương đại, đầy màu sắc, đa phong cách, sôi động, nhạy cảm và cũng rất thông minh. Ca sỹ diva Mỹ Linh, cùng các nghệ sỹ Việt Nam tài năng khác sẽ là khách mời của chương trình biểu diễn đặc biệt lần này. Với album "Hanoi duo", Ngô Hồng Quang đã hòa trộn khéo léo phong cách âm nhạc được lấy cảm hứng từ nền văn hóa của người dân tộc Tày với những âm thanh tinh tế, mang đậm dấu ấn của âm nhạc Bắc Phi từ cây ghita của Nguyên Lê. Cùng với các nghệ sỹ trẻ Việt Nam tài năng, Nguyên Lê sẽ cho chúng ta thấy tính hiện đại không thay thế được truyền thống nhưng nó sẽ góp phần làm cho truyền thống trở nên sống động hơn.
As an internationally acclaimed Jazz guitarist and a recipient of the Django Reinhardt Prize, Nguyen Le breathes new life into the common definition of "fusion" by combining jazz with world music. On his Vietnam tour this time, he will present his new album "Hanoi Duo" with another exceptional musician – Ngo Hong Quang, an album that is inspired by Vietnamese contemporary music: colorful with multiple styles, upbeat, sensitive and very intelligent.

### Danh sách tiết mục
1. "Mây vang"
2. "Năm giác quan"
3. "Về đồi non"
4. "Đêm qua nhớ bạn"
5. "Gọi em"
6. "Tình đàn"
7. "Chiếc khăn Piêu"
8. "Nữ hoàng khỉ"
9. "Mục hạ vô nhân"
10. "Ru con Bắc Bộ"
11. "Lý ngựa ô"
12. "Bèo dạt mây trôi"

### Đội ngũ thực hiện
- Guitar — Nguyên Lê
- Hát chính, đàn Môi, Tính tẩu, đàn Bầu, đàn Nhị, đàn cò, K'ny và đàn Goong — Ngô Hồng Quang
- Bộ gõ — Alex Trần
- Sáo H'Mông và tiêu — Nguyễn Hoàng Anh
- Đàn tranh — Nguyễn Mai Lê
- Đàn môi và sáo — Nguyễn Đức Minh
- Khách mời — Mỹ Linh